# الخداع (فلم)
الخداع  (بالإنجليزية: Duplicity) هو فيلم كوميدي تم إنتاجه في الولايات المتحدة وصدر في سنة 2009. الفيلم من إخراج تونى جيلروى وكتابة تونى جيلروى. من بطولة كلايف أوين وجوليا روبرتس وتوم ويلكينسون وبول جياماتي.

## القصة
ى عميل لمكتب المخابرات البريطاني، يلتقى كلير في دبي حيث تعمل كمسئولة تنفيذية لشركة كبيرة، وللتجسس على منتج جديد تنتجه شركتها قد يحدث ثورة في العالم، تقوم علاقة قائمة على الخداع.

## الميزانية والإيرادات
بلغت تكلفة إنتاج الفيلم حوالي 60 مليون دولار بينما حقق أرباحا تقدر بـ 78,146,652 دولار.

## وصلات خارجية
- مقالات تستعمل روابط فنية بلا صلة مع ويكي بيانات